# S/2007 S 7
S/2007 S 7 es un satélite natural de Saturno descubierto por Scott S. Sheppard, David C. Jewitt y Jan T. Kleyna en 2007 utilizando el telescopio Subaru en los observatorios de Mauna Kea. Fue anunciado por el Centro de Planetas Menores el 10 de mayo de 2023 luego de un periodo de 26 observaciones entre el 16 de enero de 2007 y el 8 de julio de 2021 en el que se confirmó la órbita del satélite.

## Características orbitales
S/2007 S 7 orbita a Saturno en 742.79 días (2 años y 12 días) con un semieje mayor de 15 861 200 km. Su excentricidad orbital es de 0.232 y su inclinación orbital es de 169.3°.
S/2007 S 7 es parte del grupo Nórdico, un cúmulo dinámico de satélites irregulares retrógrados de Saturno que siguen órbitas similares.

## Características físicas
Tiene un diámetro de aproximadamente 2 kilómetros para una magnitud absoluta de 16.2.